# The Original Mono Recordings
The Original Mono Recordings è un cofanetto box set compilation del cantautore statunitense Bob Dylan, pubblicato dalla Legacy Recordings nell'ottobre del 2010, n. cat. 88697761042. Il cofanetto consiste nei primi 8 album in studio di Dylan in formato audio mono, sparsi su nove CD, essendo l'album Blonde on Blonde diviso in due CD separati come nell'originale formato in LP vinile. Non è compresa la raccolta Bob Dylan's Greatest Hits, anche se pubblicata nel medesimo lasso di tempo. Il set include un libretto di 56 pagine con fotografie, informazioni discografiche, e un saggio di Greil Marcus. Il box set si classificò alla posizione numero 152 nella classifica Billboard 200 negli Stati Uniti.
Dal box set venne ricavata la compilation su singolo CD The Best of the Original Mono Recordings.

## Contenuto
Album
- Bob Dylan (originariamente pubblicato il 19 marzo 1962)
- The Freewheelin' Bob Dylan (originariamente pubblicato il 27 maggio 1963)
- The Times They Are a-Changin' (originariamente pubblicato il 13 gennaio 1964)
- Another Side of Bob Dylan (originariamente pubblicato l'8 agosto 1964)
- Bringing It All Back Home (originariamente pubblicato il 22 marzo 1965)
- Highway 61 Revisited (originariamente pubblicato il 30 agosto 1965)
- Blonde on Blonde (originariamente pubblicato il 16 maggio 1966)
- John Wesley Harding (originariamente pubblicato il 27 dicembre 1967)